# Pararaneus cyrtoscapus
Espèce
Synonymes
- Epeira striata Bösenberg & Lenz, 1895 nec Doleschall, 1857
- Araneus cyrtoscapus Pocock, 1898
- Aranea sanguipes Thorell, 1899
- Araneus hoplophallus Pocock, 1899
- Aranea darolicola Strand, 1906
- Aranea paracymbifera Strand, 1906
- Pararaneus striatellus Roewer, 1942

Pararaneus cyrtoscapus est une espèce d'araignées mygalomorphes de la famille des Araneidae.

## Distribution
Cette espèce se rencontre en Afrique australe, en Afrique centrale et en Afrique orientale y compris à Socotra.

## Description
La femelle mesure 15 mm.

## Publication originale
- Pocock, 1898 : The Arachnida from the province of Natal, South Africa, contained in the collection of the British Museum. Annals and Magazine of Natural History, sér. 7, vol. 2, p. 197-226 (texte intégral).